# Lise Noblet

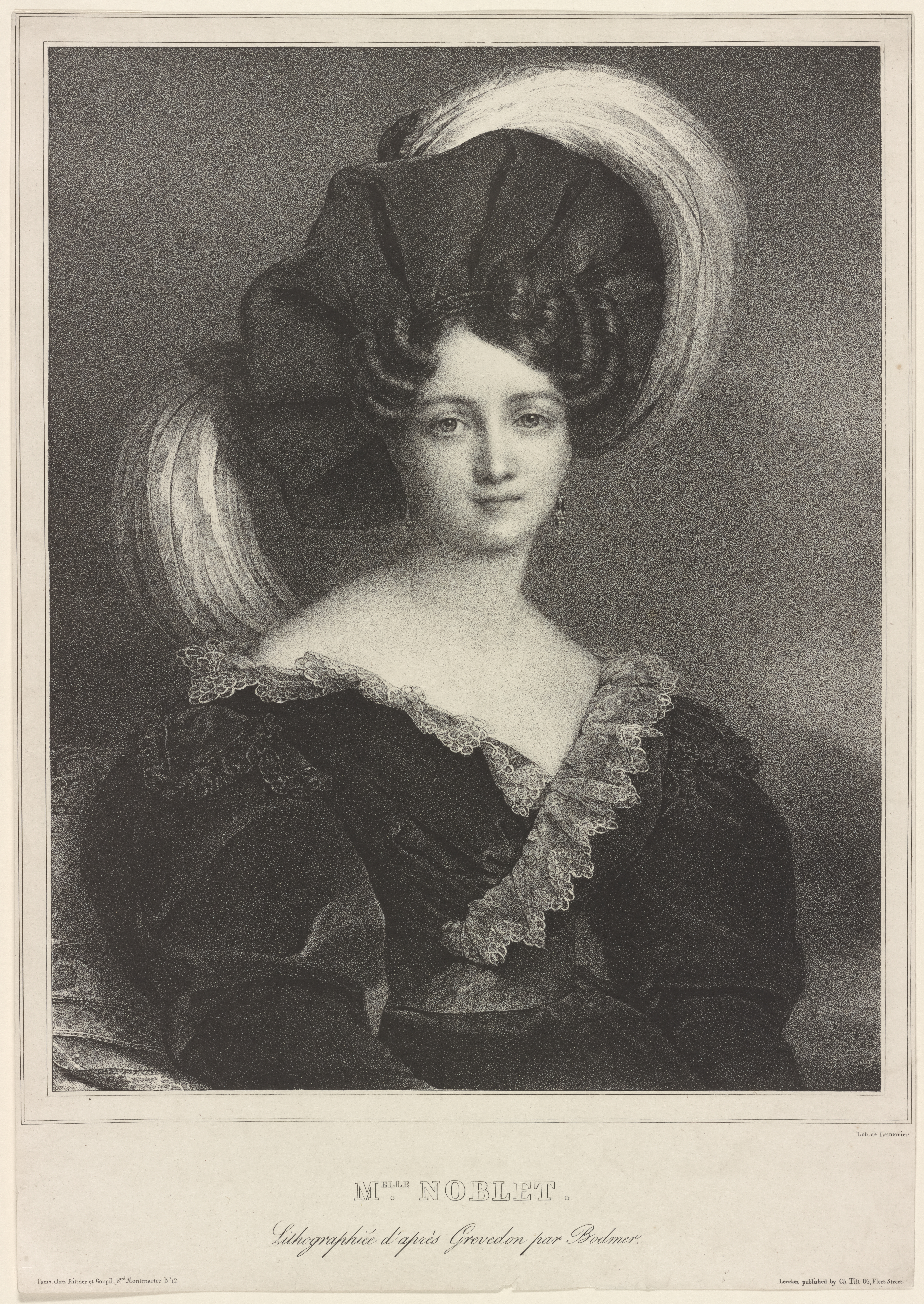
Lise Noblet, um 1830 (Lithographie nach Grevedon von Bodmer)

Lise Noblet (* 24. November 1801 in Paris; † September 1852 ebenda) war eine berühmte französische Balletttänzerin, die in der Übergangsphase vom Ballett der Spätklassik zum früh-romantischen Ballett wirkte.

## Leben
Sie erhielt ihre Ausbildung an der Académie Impériale (später: Royale) de Musique in Paris und wurde 1816 Mitglied im Corps de Ballet der Pariser Oper. Schnell stieg sie zur Solistin auf.
1823 tanzte sie neben dem damaligen Star Émilie Bigottini in Aline, Reine de Golconde und war von da an ein Liebling des Pariser Publikums.
Einen ersten Höhepunkt ihrer Laufbahn erlebte sie zwischen 1821 und 1824 am King’s Theatre in London, wo man sie für ihre schauspielerischen Talente, ihre Grazie und Lebhaftigkeit bewunderte. Sie tanzte in Balletten wie Nina und in Aumers Neufassungen von Daubervals Le Page inconstant (1823) und La Fille mal gardée (1829).

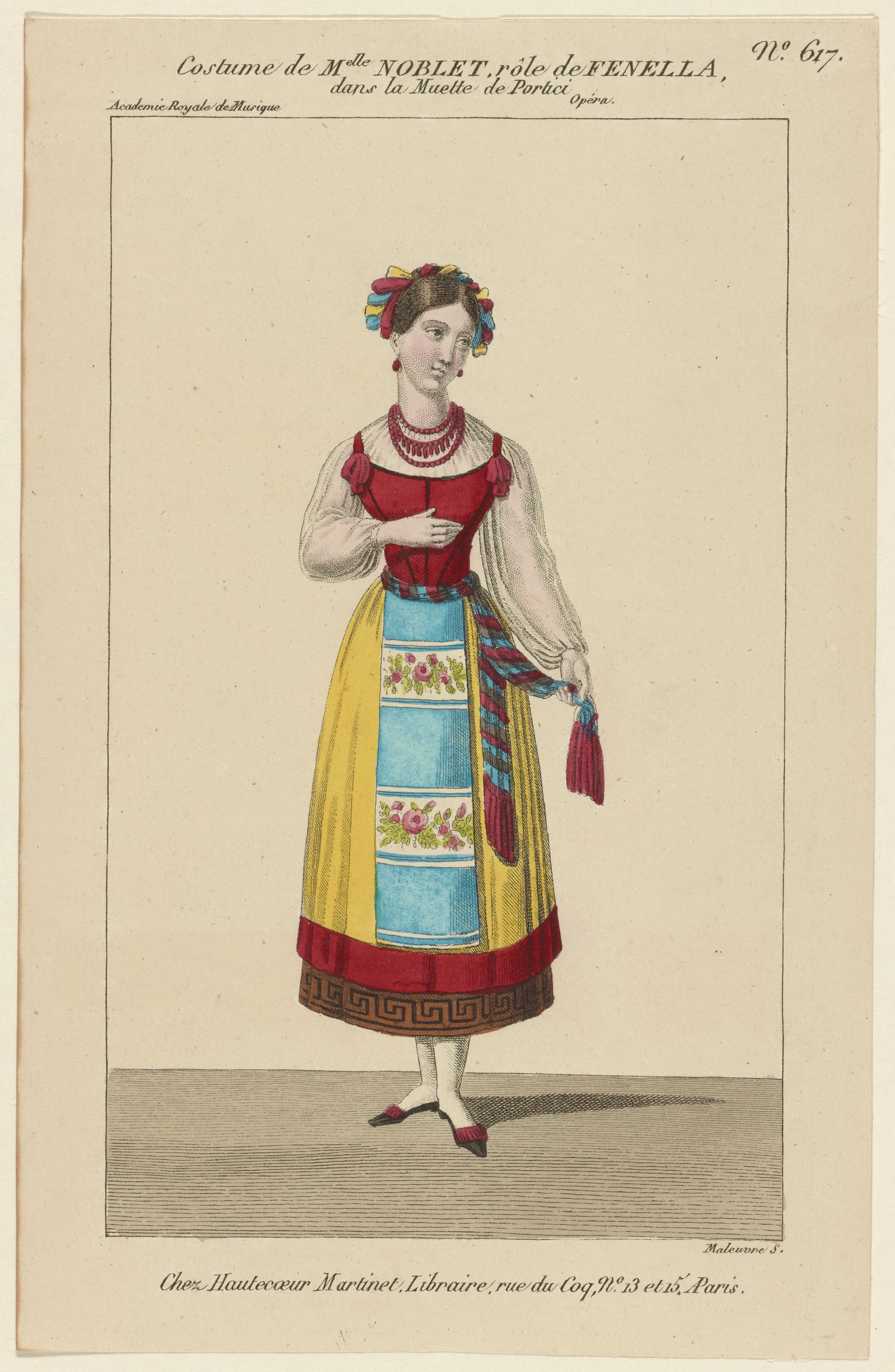
Noblet als Fenella in La muette de Portici, 1828

Nach dem Rückzug von Emilie Bigottini wurde Noblet in Paris deren Nachfolgerin. Unter anderem übernahm sie die Hauptrolle in Clari (Choreographie von Milon, Musik von Rodolphe Kreutzer) und tanzte außerdem mit großem Erfolg in Cendrillon von Albert und in Mars et Vénus von Jean-Baptiste Blache.
Im Gedächtnis der Nachwelt ist Noblet vor allem als erste Interpretin der stummen Fenella in der Uraufführung von Aubers berühmter Oper La muette de Portici (1828) geblieben. Diese Partie ist auch ein Beweis für ihre beachtlichen mimischen und tragischen Fähigkeiten.
Ihre führende Rolle an der Pariser Oper wurde erst durch Marie Taglioni in Frage gestellt, die schnell zu der romantischen Ballerina par excellence avancierte. 1829 tanzten Noblet und Taglioni zum ersten Mal Seite an Seite in Aumers Ballett La Belle au bois dormant, wobei Noblet noch die Titelrolle der Prinzessin Yseult verkörperte und Marie Taglioni nur als einfache Najade auftrat.

Auch in Aubers Opéra-Ballet Le Dieu et la Bayadère (1830) agierten die Taglioni (als Zoloé) und die Noblet (als Fatmé) nebeneinander auf der Bühne, aber diesmal hatte Taglioni die Hauptrolle.

Spätestens ab der Uraufführung von La Sylphide im Jahr 1834, mit Taglioni in der Titelrolle und Noblet als Effie geriet die letztere endgültig in die zweite Reihe. Lise Noblet verkörperte eher den eleganten, temperamentvollen, aber „bodenständischen“ („terre à terre“) Tanz – wie ihre Rivalin Fanny Elßler –, nicht den ätherischen, romantischen Spitzentanz wie die Taglioni. Zu den Spezialitäten der Noblet gehörten daher beispielsweise spanische Tänze, wie z. B. der Jalao de Jerez.
Sie tanzte auch prominente Tanzrollen in einigen der bedeutendsten Grand opéras, wie Rossinis Le siège de Corinthe (1826) und Guillaume Tell (1829), in Meyerbeers Robert le diable (1831) und in Halévys La Juive (1835); außerdem in Adolphe Adams Ballett La fille du Danube (1836) und in Aubers Opern Gustave III ou le bal masqué (1833) und Le lac des fées (1839) (von den letzten drei sind Kostümentwürfe für die Noblet erhalten).
Die letzte große Rolle der Noblet war 1840 die Phoebe in Joseph Maziliers Ballett Le Diable amoureux. Ein Jahr später, nach dem Tode ihres Liebhabers (und Gönners), General Claparède, zog sie sich von der Bühne zurück.
Noblet starb in Paris im September 1852.
Lise Noblet hatte zwei Schwestern, die ebenfalls eine Bühnenlaufbahn einschlugen: Félicité war ebenfalls Tänzerin (aber nicht ganz so berühmt wie Lise) und Alexandrine Noblet war Schauspielerin.

## Bilder

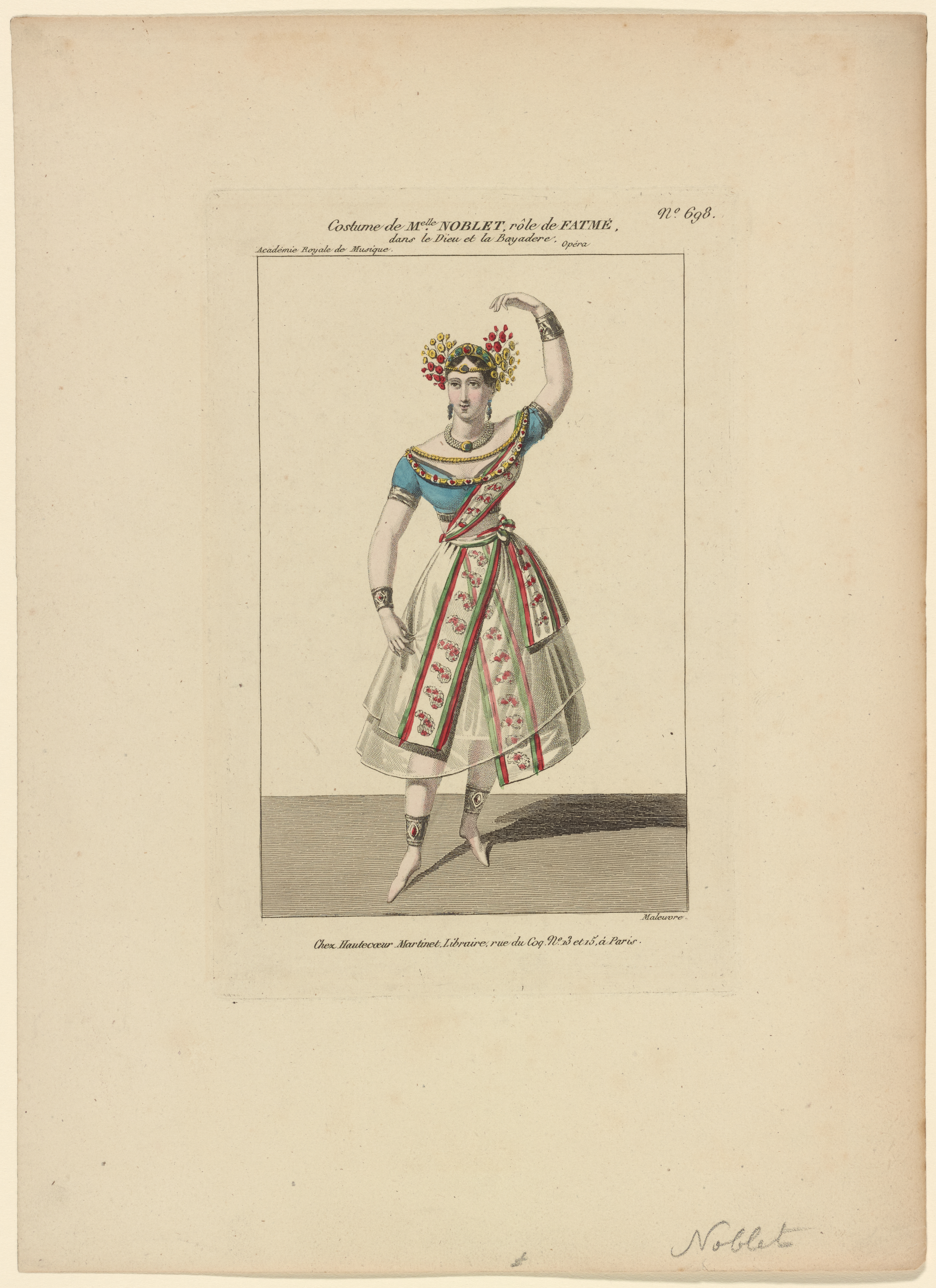
Lise Noblet als Fatmé in Le dieu et la bayadère, 1830
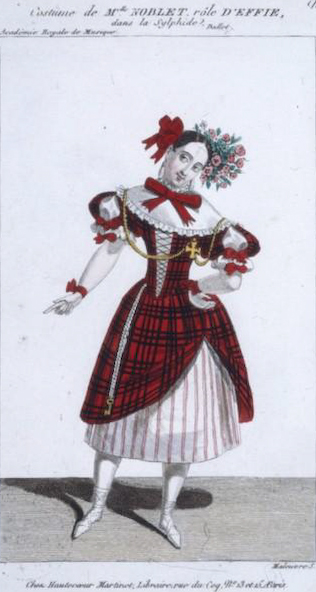
Lise Noblet als Effie in La Sylphide, 1832
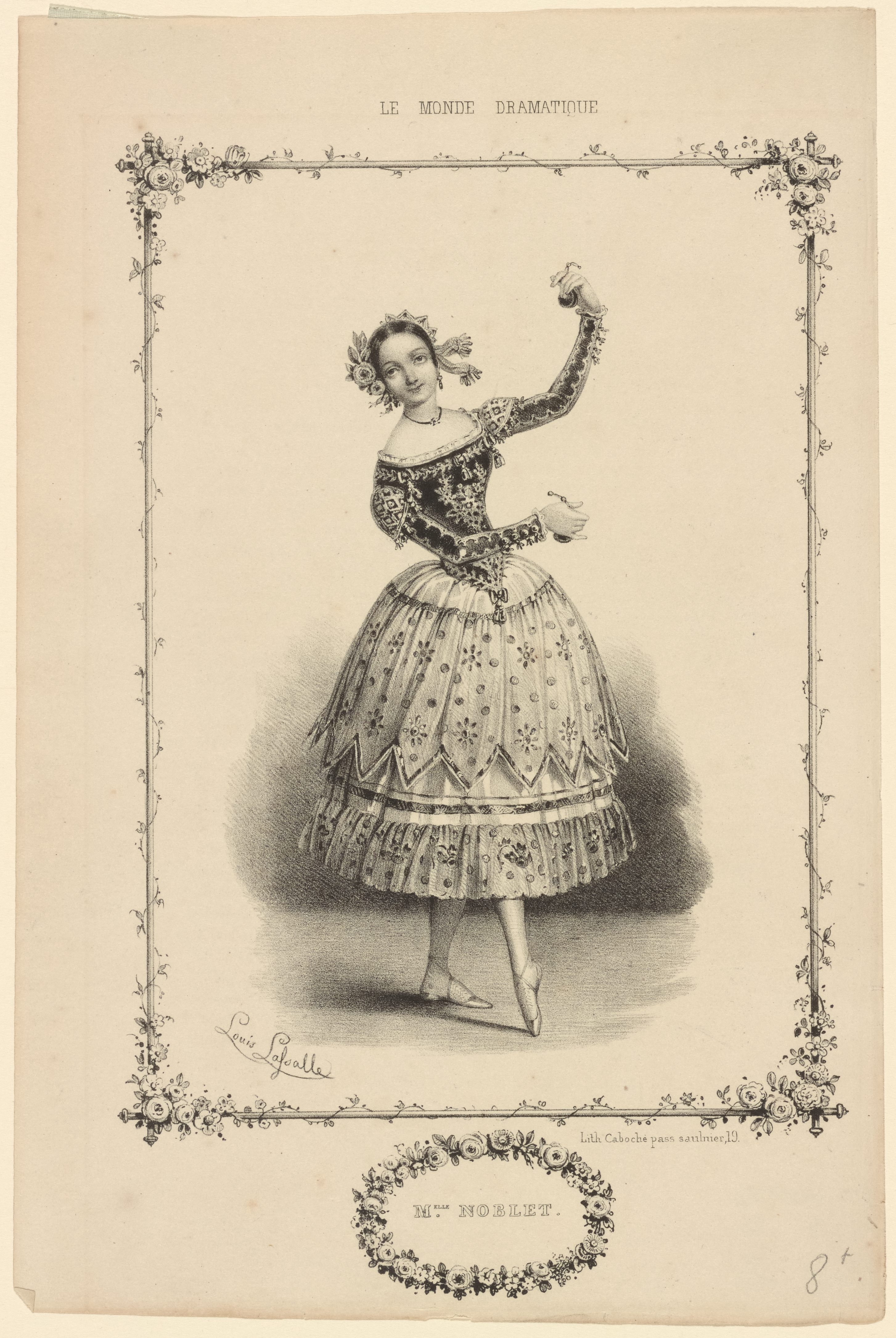
Lise Noblet mit Kastagnetten in einem spanischen Tanz (Zapateado), 1838